# Alfuzosin
Alfuzosin, en venta bajo la marca Uroxatral entre otros, es un medicamento que se usa para tratar la hiperplasia prostática benigna (HPB). Puede ser menos eficaz que otros medicamentos de su clase. Puede usarse junto con inhibidores de la 5α-reductasa. Se toma por vía oral una vez al día.
Los efectos secundarios comunes incluyen mareos, cansancio y dolor de cabeza. Otros posibles efectos secundarios son presión arterial baja y prolongación del intervalo QT. No se recomienda su uso en personas con problemas hepáticos significativos. Es un bloqueador de los receptores adrenérgicos α 1 y actúa relajando los músculos de la próstata y el cuello de la vejiga.
La alfuzosina se patentó en 1978 y se aprobó para uso médico en 1988. Fue aprobado para uso médico en los Estados Unidos en 2003, y cuesta alrededor de 18 USD por 3 meses. En 2017, fue el medicamento número 266 más recetado en los Estados Unidos, con más de un millón de recetas.